# R-процесс
r-Проце́сс (от англ. rapid — «быстрый») или быстрый процесс захвата нейтронов — это процесс образования более тяжёлых ядер из более лёгких путём последовательного захвата нейтронов в ходе {\displaystyle \left(\mathrm {n} ,\mathrm {\gamma } \right)} реакций.
Захват нейтронов продолжается до тех пор, пока темп захвата нейтронов {\displaystyle \left(\mathrm {n} ,\mathrm {\gamma } \right)} выше, чем темп распада изотопа. Затем атом претерпевает β−-распад и захват нейтронов продолжается.

## История открытия
В 1956 году Ганс Зюсс и Гарольд Юри опубликовали таблицу распространённости химических элементов. Эта таблица указывала на существование некоторой быстрой реакции захвата нейтронов, поскольку тяжёлые элементы в ней обладали достаточно высокой относительной распространённостью. Высокие концентрации германия, ксенона и платины могли существовать только если скорость захвата нейтронов радиоактивными изотопами тяжёлых элементов превосходила скорость β-распада этих самых элементов. В соответствии с теорией оболочечного строения ядра, радиоактивные ядра должны распадаться на изотопы перечисленных выше элементов, к которым нельзя добавить дополнительные нейтроны. Из относительно высокой распространённости перечисленных выше ядер следует, что другие элементы также могут участвовать в подобных реакциях захвата нейтронов. Процессы быстрого захвата нейтронов изотопами, также богатыми нейтронами, получили название r-процессов (от англ. rapid — быстрый). Таблица распространённости тяжёлых изотопов, феноменологически разделяющая s-процессы и r-процессы, была впервые опубликована в 1957 году в обзоре Маргерит Бербидж, Джеффри Бербиджа, Уильяма Фаулера и Фреда Хойла. Эта основополагающая работа известна как B2FH (по фамилиям авторов). В ней была описана физика этих процессов и дано им название. В B2FH была также включена теория звёздного нуклеосинтеза и сформулированы некоторые из основных идей современной ядерной астрофизики.
r-Процесс, описаный в B2FH, был впервые успешно численно смоделирован в Калифорнийском технологическом институте Филиппом Сигером, Уильямом Фаулером и Дональдом Клейтоном, рассчитавшими распространённости участвующих элементов, а также показавшими эволюцию процесса во времени. Также им удалось более точно смоделировать различия в s-процессах и r-процессах, происходящих с участием тяжёлых изотопов и, тем самым, получить более точные данные по распространённостям образующихся в r-процессах изотопов, чем приведённые в B2FH.
Большинство нейтронно-избыточных изотопов элементов, более тяжёлых, чем никель, образуются (либо исключительно, либо частично) в результате β−-распада сильно радиоактивных изотопов, полученных в результате последовательного захвата нейтронов в r-процессах.

## Протекание r-процесса в звёздах
Вероятные условия протекания r-процесса в звёздах:
- Ударная волна, образующаяся при взрыве сверхновой, проходя по гелиевому и неоновому слоям, вызывает реакцию {\displaystyle \mathrm {^{22}Ne} +\mathrm {^{4}He} \rightarrow \mathrm {^{25}Mg} +\mathrm {^{1}n} } с требуемой концентрацией нейтронов.
- Центральная часть массивной звезды, находящейся в стадии предсверхновой, содержит большое количество нейтронов и {\displaystyle \displaystyle \mathrm {\alpha } }-частиц, образующихся при фоторасщеплении железа {\displaystyle \mathrm {^{56}Fe} +\mathrm {\gamma } \rightarrow 13\,\mathrm {^{4}He} +4\,\mathrm {^{1}n} } на заключительной стадии эволюции. В центре такой звезды создаются условия для взрывного синтеза элементов.

Высвобождение нейтронов при захвате электронов во время коллапса ядра сверхновой вместе с увеличением плотности вещества делают r-процесс основным процессом, который может происходить даже в звёздах III типа, целиком состоящих из водорода и гелия. Это несколько отличается от роли r-процесса как второстепенного и требующего наличия железа, как то было описано в B2FH.